# Луква (громада)
Лу́ква (англ. Lukwa) — традиційна громада у складі дистрикту Касунгу Центрального регіону Малаві.
Населення — 30633 особи (2018).